# Ekspedycja naukowa
Ekspedycja naukowa – podróż, rodzaj wyprawy jednostki, bądź zorganizowanej grupy ludzi mająca na celu prace odkrywcze, badawcze, poznawcze bądź dokumentujące. Przedmiotem prac badawczych może być człowiek i jego kultura (obca dla badających) na przykład obserwacja Indian – w tym przypadku mamy do czynienia z antropologią, poznawanie życia roślin czy zwierząt, czy też wykopaliska (archeologia, paleontologia). Ekspedycja może być prowadzona na zlecenie lub "pod patronatem" instytutu naukowego. Nad przebiegiem wyprawy zwykle czuwa kierownik wyprawy. Członek ekspedycji to eksplorer.